# Jenny Addams
Jenny Marie Béatrice Addams (Bruxelles, 15 février 1909 - 1990) est une escrimeuse belge. Elle a remporté le championnat international d'escrime 1933 au fleuret, l'équivalent des championnats du monde, et pris part à quatre Jeux olympiques.

## Biographie
À l'âge de 19 ans, Addams obtient une prometteuse sixième place aux Jeux de 1928 à Amsterdam. Deux ans plus tard, elle remporte le championnat international, disputé à Liège. Aux Jeux de 1932 à Los Angeles, elle monte à la quatrième place avec un bilan de six victoires et trois défaites en poule finale (trois défaites enregistrées contre les trois médaillées de l'épreuve). C'est sa meilleure performance aux Jeux olympiques. Elle ajoute deux médailles de bronze mondiales en individuel en 1935 et 1938. Elle participe à de nouveaux Jeux olympiques après-guerre, en 1948 à Londres, mais ne franchit pas le tour préliminaire.

## Palmarès
- Championnats du monde d'escrime
  -  Médaille d'or au championnat international d'escrime 1930 à Liège
  -  Médaille de bronze au championnat international d'escrime 1935 à Lausanne
  -  Médaille de bronze aux championnats du monde d'escrime 1938 à Piešťany